# 馬亨斯 (密蘇里州)
馬亨斯（英語：Machens）是位於美國密蘇里州聖查爾斯縣的鬼鎮。

## 歷史
馬亨斯的郵局於1895年設立，其後於1956年停運。

## 地理
馬亨斯所處的海拔為高於海平面132米（即433英呎），而該地所採用的時區為UTC-6，即北美中部時區（CST）。同時該地設有夏令時間，為UTC-6調快一小時，即UTC-5（CDT）。